# Matias (ativista)
José Marques de Sousa, mais conhecido como Matias (Tarauacá, 21 de janeiro de 1937 — Rio Branco, 25 de março de 1997), foi um seringueiro, líder social, ator, poeta, diretor, teatrólogo e ativista cultural acreano. Matias utilizou o teatro amador  para denunciar e reivindicar melhores condições de vida para as comunidades menos favorecidas.

## Biografia
José Marques de Sousa, o Matias filho mais velho do migrante cearense Moisés Matias de Sousa (1902 - 2001) e da acreana Maria Marques de Sousa, nasceu na colocação Ipu, seringal Restauração as margens do igarapé Penedo em Tarauacá. Como todas as crianças daquela época Matias aprendeu cedo como extrair o látex e os conhecimentos da floresta, com seu pai aprendeu também a arte da carpintaria. Já adulto deixa o seringal com mulher e filhos para vir à cidade no intuito de dar uma melhor educação aos filhos.
Matias foi um seringueiro, poeta e contador de histórias. Escreveu diversas peças, nas quais evidenciava suas preocupações sociais com a população local. Ele foi um dos grandes mentores da Comunidade Eclesial de Base do bairro Baía, em Rio Branco, e também um dos fundadores do Partido dos Trabalhadores no Acre. Esteve sempre envolvido com as questões relacionadas à Igreja, especialmente as relacionadas à Teologia da Libertação. Com isso, Matias desenvolveu vários projetos de cunho social nos bairros periféricos de Rio Branco, ajudando, por exemplo, no processo de reestruturação de muitas famílias que migraram dos seringais para a cidade sem nenhuma condição econômica.
Chega na cidade de Rio Branco no ano de 1969. O contato com a cidade cria grande impacto em Matias, que sentiu as dificuldades de um seringueiro recém chegado a um modo de vida diferente dos seringais acreanos. Na cidade aprende a ler assistindo aulas no MOBRAL, a partir daí participa com um dos fundadores das Comunidades Eclesiais de Base do Acre como monitor e de Grupos de Evangelização da Igreja Católica. Durante este período observa os contrastes sociais repensando as desigualdades dos seringueiros na cidade.
Ao  lado de nomes como Chico Mendes, Hélio Pimenta, Nilson Mourão entre outros se torna um dos fundadores do Partido dos Trabalhadores acreano.
Matias foi um dos maiores representante do ativismo cultural no Acre. Seu contato com o teatro no Teatro Barracão,na Baixada do Sol em Rio Branco de Rio Branco fez surgir dessa rica vivência, entre o movimento social e a cultura popular, no dia 21 de janeiro de 1971, o grupo de teatro De Olho na Coisa usado como instrumento de comunicação para denunciar as más condições da população. A frente do grupo participou de manifestações populares , ecologicas e acima de tudo artisticas dentro e fora do país.

## Teatro
Matias iniciou em 1978 um movimento organizando grupos de teatro que realizavam apresentações gratuitas, reunindo jovens e instituições religiosas. Junto com Abrahim Farhat (Lhé), João Eduardo e outros companheiros da época colaboraram na ocupação de toda a região que hoje é chamada de Baixada do Sol em Rio Branco. Através da arte e cultura popular articulou e ajudou a devolver a dignidade às muitas famílias expulsas dos seringais que vinham para a cidade e não tinham onde morar. Durante os anos 80 dedica-se ao teatro.
Segundo o jornal Varadouro (1978), as encenações eram ―expressão da vida cotidiana‖ ou ―prática viva‖, pois o grupo possuía uma prática teatral sem grandes aparatos técnicos, sendo envolvido apenas por questões representativas do convívio diário da periferia. Com isso, essa formação montava espetáculos com a população do bairro, para serem, também, apresentados para ela. Os componentes do grupo foram, em muitas circunstâncias, pessoas pobres que se dispunham a participar das dramatizações. Matias preparava os textos em tons didáticos, com fins religiosos e comunitários.
O teatro foi uma atividade à qual Matias dedicou grande parte de sua vida, e por meio da qual ele interveio no cotidiano da comunidade a que esteve vinculado. Essa experiência surgiu quando em 1978 ele ainda integrava, como monitor, o grupo de evangelização da CEB do bairro Baía. Nesta ocasião, o padre Manoel Pacífico da Costa pediu que o ex-seringueiro fizesse uma dramatização sobre a sua vida no seringal e, segundo Matias, ― "Eu fui e fiz . Nesse dia eu comecei a desenvolver trabalho de evangelização e trabalho de teatro". Foi, então, através do teatro, que Matias conseguiu intervir de forma política, artística, social e religiosa na sua comunidade. Em um primeiro momento, as representações feitas pelo grupo foram marcadas por uma linha eminentemente pedagógica e moralizante. O grupo ainda fazia parte da Comunidade de Base do bairro Baía e encontrava-se completamente imerso nas questões religiosas e sociais.
Em 1986 participa das eleições como candidato a senador pelo PT-AC junto com os então candidatos Chico Mendes deputado estadual, Marina Silva deputada federal e Hélio Pimenta ao governo, não obteve votos suficientes para se eleger.
Em 1987 é convidado por Francisco Gregório Filho então presidente da Fundação de Cultura do Acre para participar da equipe de coordenação, coordenando as atividades no Teatro Barracão. Matias produzia roteiros baseados tanto na cultura acreana como temas ecológicos, obras como "O clamor da Floresta" e "Egoísmo que escraviza e destrói".
Em 1994 Matias consegue finaciamento do Unicef para o Projeto Arte Educação para Crianças. Chegou a ser destaque no Programa Criança Esperança em 1996.
Em 1997, Matias falece aos sessenta anos de idade em Rio Branco. Ano em que a Universidade Federal do Acre lança a revista TempOral Histórias e Fontes Orais. Varadouros de Uma Vida: Matias por ele mesmo. nº 1 organizada pelo professor Carlos Alberto de Souza.

## Homenagens
Em junho de 2008A Prefeitura de Rio Branco Inaugura na Baixada do Sol o Restaurante Popular José MArques de Sousa, o Matias em Rio Branco.
Em novembro de 2009 a Fundação Elias Mansour do Governo do Estado do Acre lança o edital  do Prêmio Matias de Culturas Populares em homenagem ao esforço de Matias pela cultura popular acreana
Em dezembro de 2010 a Assembléia Legislativa da Acre autoriza cessão à Prefeitura do Centro Poliesportivo do "Mathias" no bairro Aeroporto elho em Rio Branco
Em 2015 é executado o I Festival Matias de Teatro de Rua na cidade de Rio Branco, AC.